# 2015, inc.
2015 blev grundlagt i 1997 og har siden etableringen beskæftiget sig med udvikling af computerspil. Firmaet blev startet af Tom Kudirka, og den første titel de kunne præsentere var en udvidelse til PC-spillet Sin. Senere hen udgav de en række mindre kendte titler med Quake 3 motoren. I 1999/2000 blev 2015 kontaktet af Electronic Arts, og de fik opgaven med at udvikle en PC version af det populære Playstation spil "Medal of Honor". Spillet fik navnet Medal of Honor: Allied Assault, og udviklingen skete i samarbejde med EA Los Angeles. Efter Medal of Honor: Allied Assault valgte omkring 20 af 2015's medarbejdere at starte deres eget firma, og de dannede Infinity Ward, som senere skulle blive kendt for spilserien Call of Duty.
I 2004 udkom firmaets seneste titel hvilket var PC-spillet Men Of Valor.